# Yana (tribu)

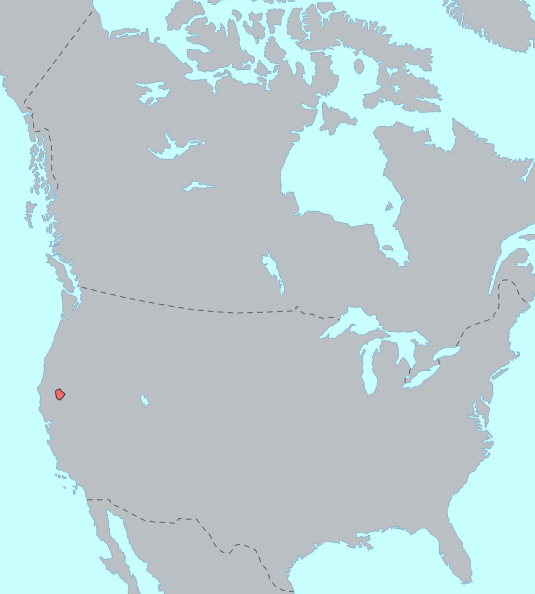
Ubicación del pueblo yana.

Los yanas  fue el nombre de un pueblo amerindio, hoy prácticamente extinto, del norte de California (Estados Unidos), en la cuenca superior del río Sacramento, en el centro de las Sierra Nevada. Ocupaban un territorio semisalvaje de 40 por 60 millas.
Los yanas hablaban una lengua hokana, denominada idioma yana. Se organizaban en pequeñas bandas dedicadas a la caza y la pesca (salmón), agrupadas en torno a cuatro grupos principales que hablaban dialectos mutuamente ininteligibles: del norte, del sur, del centro y los llamados yahi. El nombre «Ya-» significa persona, al que se añade el sufijo «na» en el norte y «-hi» [xi] en los dialectos del sur.
Fueron diezmados por colonos estadounidenses a partir de la fiebre del oro de 1848, tras el descubrimiento de James W. Marshall. La disponibilidad de alimentos cayó drásticamente y en 1865, sobrevivían menos de 50 yahi. La masacre de Three Knolls (1865) dejó menos de 30 supervivientes, que se retiraron a las montañas, sin apenas contacto con la civilización, durante 40 años.

## Localización
Vivían a lo largo de los afluentes tributarios del este del río Sacramento (California), desde el río Pit hasta el SO de Lassen Peak. Su territorio comprendía una miríada de faldas de colinas, desfiladeros y cañones escarpados. 

## Demografía
Alfred L. Kroeber estimó  la población yana en 1770 en aproximadamente 1500 personas. Sherburne F. Cook aumenta la cifra hasta 1850-1900.
En 1910 solo quedaban 39, y desde entonces se les consideraba extinguidos. Según el censo del año 2000, había 42 puros, 22 mezclados con otras tribus, 21 con otras razas y 15 con otras razas y tribus. En total, 100 individuos.

## Costumbres
Presentan una curiosidad lingüística: usan formas separadas para el masculino y el femenino. Las mujeres usaban entre sí un lenguaje mientras que los hombres usaban otro entre ellos y otro para hablar con ellas. Vivían pobremente en un medio áspero y árido. Habitaban cabañas cubiertas de tierra en invierno y simples refugios techados en verano.
Cazaban ciervos y pescaban salmones. Se sabe muy poco de su organización social, excepto que probablemente se dividían en pequeñas bandas y tenían clases o rangos. Eran relativamente guerreros con trato común con los norteños de las montañas de California. 

## Historia

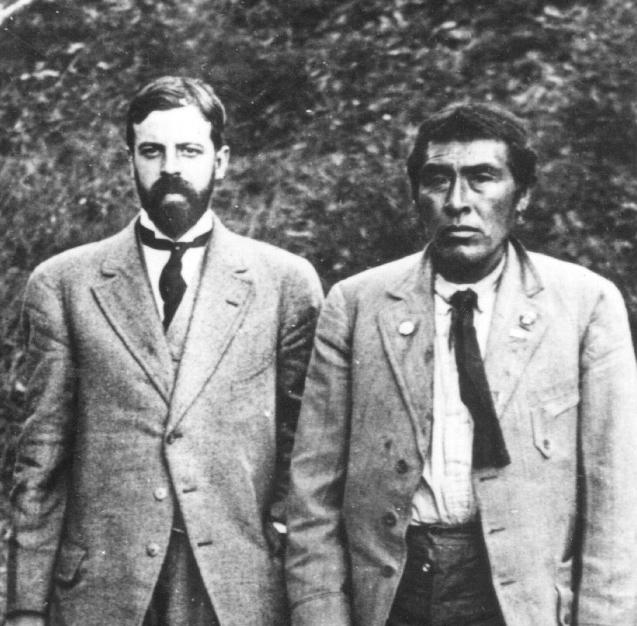
Ishi con Alfred L. Kroeber (1911).

Hasta mediados del siglo XIX estuvieron aislados de los estadounidenses, pero desde 1860 los yahi fueron brutalmente atacados por aquellos. Por oscuras razones, en 1864 los colonos se lanzaron a una campaña de exterminio, mataron a la mayoría y se llevaron a los supervivientes como esclavos. Los que escaparon vivieron escondidos en los cañones durante cuarenta años.
En 1902 aún sobrevivía una docena de otros yana, y en 1910 Alfred Louis Kroeber contactó con 40 mestizos. El último yahi, llamado Ishi, fue encontrado por casualidad en 1911 y murió en 1916, tras ser objeto de estudio por la Universidad de Berkeley. Si sobrevivía algún otro yana, quedaría mezclado con otras tribus.